# Dorsale Bastien
La dorsale Bastien è una catena montuosa situata nella Terra di Ellsworth, nell'Antartide occidentale.

## Geografia
Sita in particolare corrispondenza della costa di Zumberge, la catena, che fa parte della più vasta catena dei monti Ellsworth, si estende in direzione nordovest-sudest per circa 64 km. La dorsale, la cui vetta più elevata risulta essere quella del monte Klayn, che arriva a 2350 m s.l.m., si estende parallelamente alla dorsale Sentinella, un'altra sottocatena dei monti Ellsworth, da cui la separa il ghiacciaio Nimitz, in cui peraltro fluiscono diversi ghiacciai siti sul versante orientale della dorsale, come ad esempio il Karasura.

## Storia
La dorsale Bastien è stata scoperta scoperto dalla squadriglia VX-6 della marina militare statunitense (USN) una serie di voli di ricognizione fotografica effettuati il 14 eil 15 dicembre 1959. Grazie a queste fotografie la dorsale è stata poi mappata dallo United States Geological Survey e così battezzata dal Comitato consultivo dei nomi antartici in onore del geologo Thomas W. Bastien, capo della squadra geologica dell'Università del Minnesota che esplorò queste montagne nel 1963-64.